# Горналь (село)
Горналь — село в Суджанском районе Курской области. Входит в состав Гуевского сельсовета.

## География

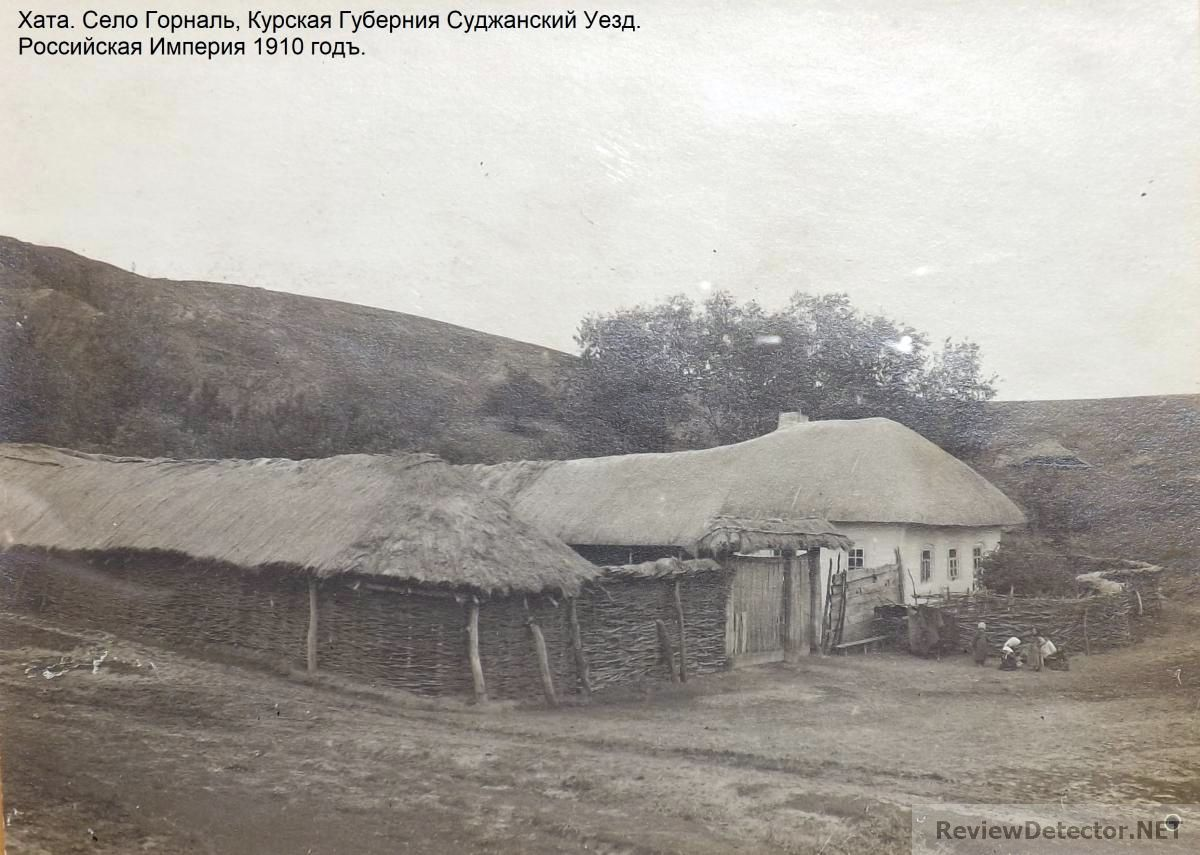
Крестьянская хата в селе Горналь. 1910 год

Село находится на реке Псёл, недалеко от российско-украинской границы, в 102 км к юго-западу от Курска, в 15,5 км к югу от районного центра — города Суджа, в 5,5 км от центра сельсовета — села Гуево.
Улицы
В селе улицы: Гора, Интернатовская, Круча, Подол, Хуторская.
Климат
Горналь, как и весь район, расположен в поясе умеренно континентального климата с тёплым летом и относительно тёплой зимой (Dfb в классификации Кёппена).

## История
С 7 августа 2024 по 26 апреля 2025 гг. село находилось под украинской оккупацией. Горналь был освобождён силами 22-го и 1427-го мсп, 810-й и 40-й обрмп, 177-го опмп.

## Население
| 2002 | 2010 |
| ---- | ---- |
| 391  | ↘206 |

## Инфраструктура
Личное подсобное хозяйство. Кладбище. В селе 104 дома.

## Транспорт
Горналь находится в 12,5 км от автодороги регионального значения 38К-004 (Дьяконово — Суджа — граница с Украиной, в 13,5 км от автодороги 38К-028 (Обоянь — Суджа), на автодорогах межмуниципального значения, в 8 км от автодороги межмуниципального значения 38Н-515 (38К-028 — Махновка — Плёхово — Уланок), на автодороге 38Н-609 (Суджа — Гуево — Горналь — граница с Украиной), в 17 км от ближайшей ж/д станции Суджа (линия Льгов I — Подкосылев).
В 107 км от аэропорта имени В. Г. Шухова (недалеко от Белгорода).

## Достопримечательности
- Горнальский Свято-Николаевский Белогорский монастырь (1672)[11]
- У села на мысу правого берега Псла одноимённый археологический комплекс славянского и древнерусского времени, конца VIII — Х веков.